# Undead (Ten Years After)
Undead is het eerste livealbum van de Britse rock- en bluesband Ten Years After. Het album is opgenomen in een kleine jazz club in Londen.

## Muzikanten
- Alvin Lee – zang, gitaar
- Leo Lyons – basgitaar
- Ric Lee – drums
- Chick Churchill – keyboards

## Muziek
De blues- en rockmuziek die aan het eind van de jaren zestig werd gespeeld door jonge Britse muzikanten, bestaat voor een deel uit lange improvisatie dat tijdens concerten vaak beter tot zijn recht komt dan in de studio. Dat geldt ook voor dit album. De eerste kant van het album bestaat uit twee lange jazz nummers (I may be wrong, but I won’t be wrong always en Woodschoppers ball). Op de tweede kant staan de rock nummers Spider in my web en I'm going home. Summertime/Shamtung Cabbage  bestaat grotendeels uit een lange drumsolo zoals eind jaren zestig en begin jaren zeventig vaak voorkwam. Het rocknummer I'm going home zou een jaar later een groot succes worden op het Woodstock Festival.

### Kant 1
1. I may be wrong, but I won't be wrong always  (Alvin Lee) - 9:49
2. Woodchopper's ball (Woody Herman, Joe Bishop) - 7:38

### Kant 2
1. Spider in my web (Alvin Lee) - 7:42
2. Summertime (George Gershwin) / Shantung cabbage (Ric Lee) - 5:44
3. I'm going home (Alvin Lee) - 6:24

### Heruitgave uit 2002 met vier bonustracks
In 2002 werd een heruitvoering van dit album uitgebracht, met vier bonustracks waaronder het  bluesnummer Crossroads dat in 1936 is geschreven door  de bluesartiest Robert Johnson. Het is onder meer bekend geworden door de Amerikaan Elmore James en de Britse gitarist Eric Clapton (met zijn band Cream). Het lange bluesnummer I can ’t keep from crying sometimes wordt in twee delen gesplitst door het stevig rockende tussenstuk Extension on one chord. De overige bonustracks staan ook op het debuutalbum van Ten Years After. Op de herziene uitgave is de volgorde van de albumtracks aangepast.
1. Rock your mama - 3:46 (bonustrack)
2. Spoonful - 6:23 (bonustrack)
3. I may be wrong, but I won't be wrong always - 9:49
4. Summertime /Shantung  cabbage  - 5:44
5. Spider in my web - 7:43
6. (At the) Woodchoppers ball - 7:38
7. Standing at the crossroads  - 4:10 (bonustrack)
8. I can't keep from crying, sometimes / extension on one chord / I can't keep from crying sometimes - 17:04 (bonustrack)
9. I'm Going Home" - 6:24

## Album
Dit livealbum is opgenomen op 14 mei 1968 in de kleine Londense jazz club Klooks Kleek. Het album werd dan ook wel Live at Klooks Kleek genoemd. De plaat is op 10 augustus 1968 uitgebracht in de Verenigde Staten en op 18 augustus in Groot-Brittannië. Het album is geproduceerd door Mike Vernon, die ook het vorige (titelloze) album van Ten Years After heeft geproduceerd. Geluidstechnicus was Roy Thomas Baker, die onder anderen ook gewerkt heeft met de bands Free, Nazareth en Queen. Undead is in 1988 voor het eerst op Compact Disc verschenen.  Op de hoes staat een fotonegatief van de band, met veel geel en oranje.  Op de achterkant van de hoes staan portretten van de bandleden in zwart-wit en informatie over de band en het album.

## Ontvangst
Het album Undead is matig ontvangen, de band  was nog niet zo bekend en zou haar grootste successen behalen in het begin van de jaren zeventig. De site AllMusic waardeerde dit album met drie sterren (van maximaal vijf). In de Amerikaanse albumlijst Billboard 200 behaalde deze plaat een bescheiden # 115. In Groot-Brittannië bereikte het # 26.